# 本地洋一
本地 洋一（もとじ よういち、1949年1月14日 - ）は、ラジオパーソナリティ、岐阜放送の元チーフアナウンサー・解説委員。同局アナウンス部の部長を務めていた。愛知県名古屋市出身。血液型A型。

## 人物
1971年岐阜放送入社。
新しいラジオの製品をよくチェックしたり、自らラジオを作ったりしていたこともあるという一面も持つ。
番組作りの方針の一つに「自分の目で見て、感じたものを伝える」というものがある。食品の不当な表示などを発見し、愛知県や名古屋市を動かして回収するなど、食に対しても非常に関心が高い。その実績を活かし、岐阜県産・国産の素材を使用した「ぎふチャン弁当」や「ぎふチャンシュークリーム」等をセブン-イレブンと共同開発し、番組内の発表ではセブン-イレブン史上最高の売上を記録している。また、喫煙問題にも関心があり、担当番組『月〜金ラヂオ 2時6時』でも昭和59年に本地アナウンサー自身が働きかけて「名古屋市の地下街を禁煙にした」話が紹介された。退職後に本地アナウンサーと行くバスツアーも開催された。
2015年3月にレギュラーパーソナリティを務めていた『月～金ラジオ2時6時』が終了し一線を退いていたが、2019年10月より『きょうもラジオは!? 2時6時』にレギュラーパーソナリティに起用されている（2024年4月時点では水曜、木曜担当）。

## 現在の出演番組
- きょうもラジオは!? 2時6時（水曜-木曜パーソナリティ）

## 過去の出演番組
- 月〜金ラヂオ 2時6時（月曜 - 金曜）
- ラジオホームドクター（月曜 - 金曜）
- 定時ニュース（ラジオ）
- 年末特別番組など（テレビ）
- ラジオゾンデ はっとしてパックン[1]
- ニューススクランブルトゥデイ
- ゆうかんHotタイム
- HOTひと息音楽本舗
- きょうもそう快!BUNBUNラジオ（木曜・金曜パーソナリティ → 木曜パーソナリティ）
- 土曜ラジオかわら版
- 土曜ジャーナル
- ＧＢＳニュースレーダー